# マッチデーJリーグ
マッチデー♥Jリーグ（まっちでージェイりーぐ）は、2012年に放送されたスカパー!制作のJリーグ試合結果速報番組である。

## 概要
2011年シーズンまで（放送自体は2012年2月まで）放送されてきた「Jリーグアフターゲームショー」 (JAGS) をリニューアルしたものである。
全試合、全ゴールハイライトはそのままに、JAGSでも行われていた「中継を担当した解説者、実況アナウンサーによる会場からのハイライト紹介」の試合数を増加。会場からの中継では、2012年のスカパーJリーグ中継から開始した、解説者が選ぶ「マイベスト♥プレイヤー」に対するインタビューを行う。また、JAGSではMCがおおむね土曜日と日曜日で分担していたものを、J1とJ2で番組枠およびMCを明確に分けるようになった。
なお、本編終了後に30分の「マッチデー♥Jリーグ PLUS」（以下PLUS）を放送する。PLUSは特集を中心に、なでしこリーグのハイライトも放送する。放送開始当初は、J1・J2同日開催でない場合のJ2版終了後のみの放送だったが、2012年8月以降はJ1開催日にも放送するようになった。
2013年シーズン開幕より『Jリーグマッチデーハイライト』にリニューアル。

## 放送時間
- J1版、J2版ともにその日の全試合終了直後から60分間。また、J1版、J2版ともにNOTTV 1でもサイマル放送される。
- J1・J2同日開催の場合はJ1版を60分放送した後にJ2版を60分放送する形をとる。
- PLUSは本編終了直後から30分放送。MC・解説者は本編から続けて出演し、PLUSではさらに解説者や選手などをゲストに迎えることが多い。

## 出演者

### MC

#### J1開催日
- 永田実
- 加藤理恵

#### J2開催日
この2人はJAGSからの続投となる。
- 平畠啓史
- 寺田ちひろ

### コメンテーター
- スカパーサッカー解説者
  - 日替わりであるが、J1版は野々村芳和、水沼貴史、福田正博のうち1名でほぼ固定されている。
  - PLUSはJ2版に出演した解説者がそのまま出演することが多いが、特集内容によってはゲストを増員することもある。